# Język rapanui
Język rapanui, także rapanuański (Vananga Rapa nui) – język ze wschodniej gałęzi rodziny polinezyjskiej języków austronezyjskich, używany przez rdzennych mieszkańców należącej do Chile Wyspy Wielkanocnej na południowo-wschodnim Pacyfiku. Morfologicznie najbardziej zbliżony do języka markiskiego, fonologicznie – do maoryskiego. W ostatnich dekadach, w związku z migracjami ludności, język ten rozprzestrzenił się także na kontynentalną część Chile oraz inne wyspy Pacyfiku (zwłaszcza na Tahiti). Posługuje się nim w sumie blisko 5 tysięcy ludzi.
Zagrożony wymarciem, znajduje się pod presją języka hiszpańskiego, który jest powszechnie używany. Wykazuje silnie zaznaczone wpływy hiszpańskiego i tahitańskiego. Jako jedyny spośród języków Oceanii posiadał formę pisaną jeszcze przed przybyciem chrześcijańskich misjonarzy w XIX wieku. Zapisywany był pismem rongorongo, rytym w drewnie. Pismo to pozostaje nieodczytane, ponieważ w XIX wieku peruwiańscy handlarze niewolników uprowadzili większą część ludności wyspy, a pozostała na wyspie ludność nie umiała czytać.
Badaczka Katherine Routledge przypadkiem trafiła na umierającego Tomenika, który najprawdopodobniej potrafił odczytać pismo rongorongo. Działo się to w 1914 roku. Badaczka odwiedziła go w domu dla trędowatych, starając się kilkakrotnie nawiązać kontakt z umierającym. Tubylec jednak nie chciał wyjawić tajemnicy pisma obcej osobie. Istnieje teoria, że na wyspie pozostawił swoich uczniów (umiejętność czytania i pisania była przekazywana z pokolenia na pokolenie).
Badania mające na celu odczytanie pisma trwają nadal.

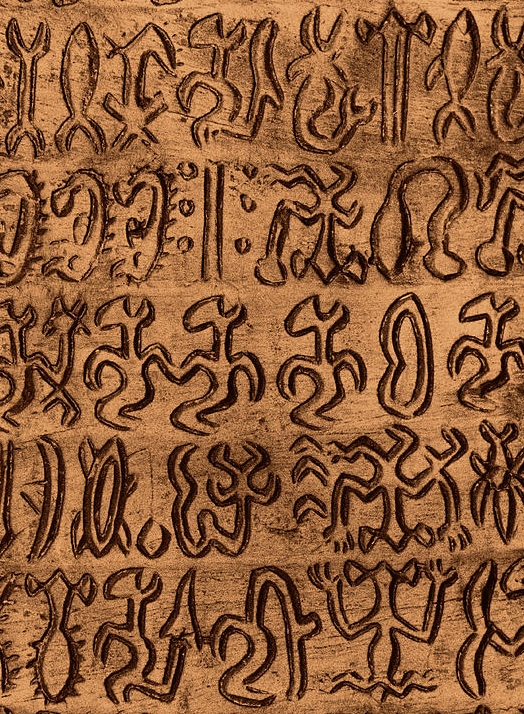
Próbka pisma rongorongo, stosowanego dawniej do zapisu języka rapanui